# Rawlinsius
Rawlinsius is een geslacht van kevers uit de familie van de loopkevers (Carabidae). De wetenschappelijke naam van het geslacht is voor het eerst geldig gepubliceerd in 1998 door Davidson and Ball.

## Soorten
Het geslacht Rawlinsius is monotypisch en omvat slechts de volgende soort:
- Rawlinsius papillatus Davidson and Ball, 1998